# Lago de Cuitzeo
Lago de Cuitzeo är en grund insjö i delstaten Michoacán på gränsen till Guanajuato i centrala Mexiko. Den ligger 1 821 meter över havet och vattennivån varierar med nederbörden.
Lago de Cuitzeo är Mexikos näst största insjö med en yta på 300-400 kvadratkilometer. Den har inget naturligt avlopp men avvattnas av en grävd kanal till floden Lema när vattennivån blir för hög. Sjön är 50 kilometer lång och består av flera olika delar med olika grad av övergödning. Den får sitt  vatten främst från den omgivande jordbruksmarken, men också från några varma källor i botten av sjön. 

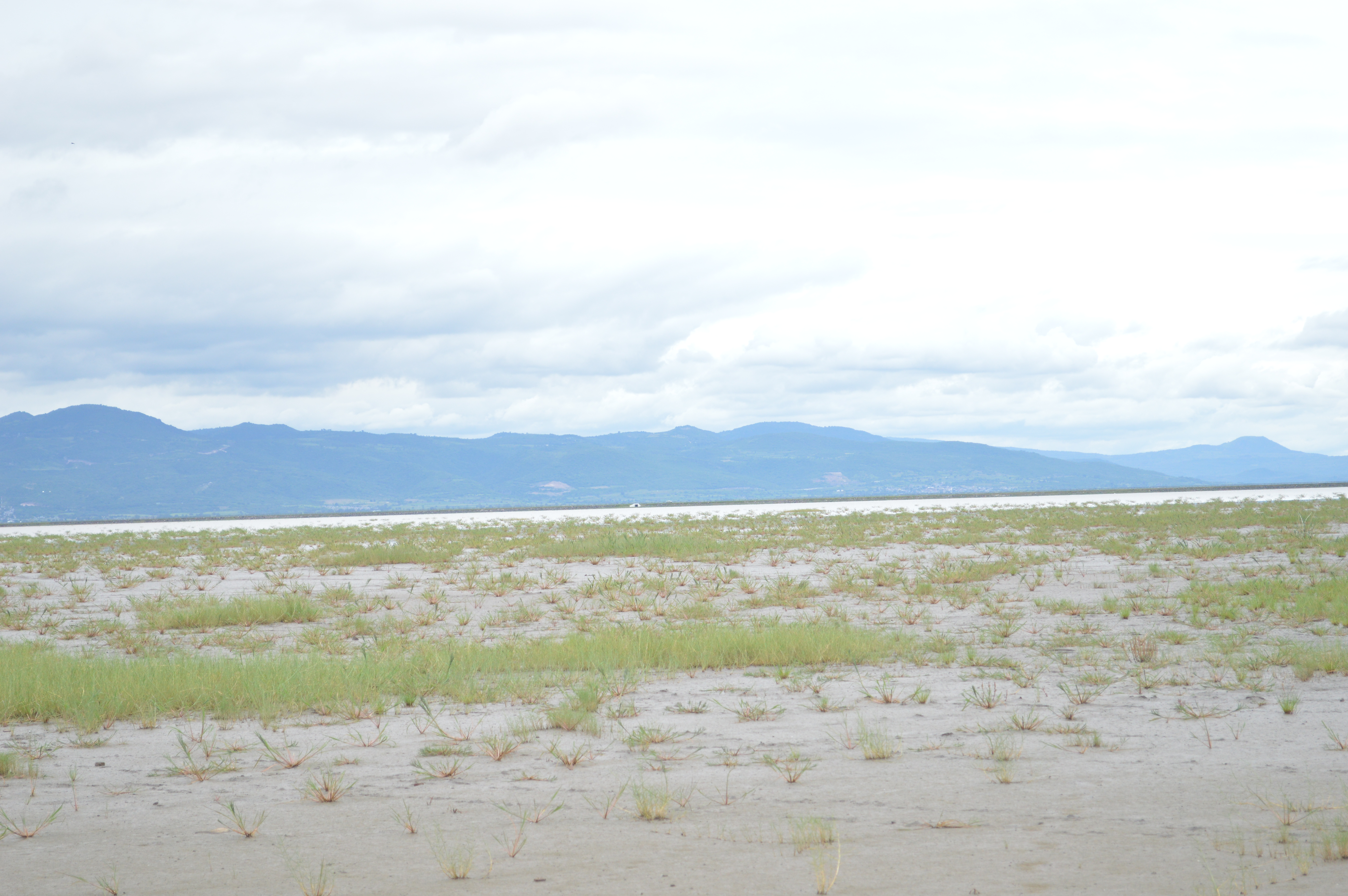
En grund del av Lago de Cuitzeo sedd från Cuitzeo.

Staden Cuitzeo ligger intill sjön.